# Der Sommer mit Pauline
Der Sommer mit Pauline ist eine französische Komödie von Ivan Calbérac aus dem Jahr 2019.

## Handlung
Der 15-jährige Émile, ein begabter Schüler, lebt mit seinen Eltern Bernard und Annie Chamodot, die ein wenig skurril sind, in einem Wohnwagen am Rande einer  französischen Kleinstadt. Eines Tages lernt er in der Schule Pauline kennen, die Tochter eines bekannten Dirigenten und selbst Musikerin. Der schüchterne Émile verliebt sich in sie. Sie lädt ihn zu einem ihrer Konzerte ein, das in den Ferien in Venedig stattfinden soll. Emiles Eltern sind einverstanden, beschließen aber, mit ihm mitzufahren – alle zusammen mit ihrem Wohnwagen. Am Tag vor der Abreise kommt noch Émiles älterer Bruder Fabrice hinzu, der seinen Job als Koch gekündigt hat. Die Reise verläuft nicht ohne Zwischenfälle, doch mit Hilfe seines Bruders schafft es Émile in letzter Sekunde ins Konzert. Nach einigen Missverständnissen und Hürden während des Aufenthalts in Venedig kommen sich die beiden Teenager beim Tanz auf dem Campingplatz endlich nahe, doch dann verhindert Paulines autoritärer Vater vorerst ein Happy End.